# Stephen Duffy
Pour les articles homonymes, voir Duffy.
Stephen Anthony James Duffy (né le 30 mai 1960 à Birmingham, Angleterre) est un compositeur et chanteur anglais. Il a été l'un des membres fondateurs de Duran Duran pour lesquels il a été chanteur, bassiste et batteur avant de quitter le groupe.

## Parcours
Depuis 1978, il a travaillé avec plusieurs groupes :
- Duran Duran (dont il a été le premier chanteur et qu'il a abandonné en 1979),
- The Hawks en 1979,
- Tin Tin de 1982 à 1985,

-album avec Nigel Kennedy en 1993 
- The Lilac Time (son groupe actuel), fondé en 1986 et qui a connu une période de séparation de 1991 à 1999,
- Me Me Me, groupe éphémère, composé notamment d'Alex James (bassiste de Blur), dont l'unique single est sorti en 1996,
- The Devils, groupe créé en 1999 avec Nick Rhodes (Duran Duran) à l'occasion de la sortie d'un album composé à partir d'anciennes maquettes du célèbre groupe britannique, qu'il a quitté avant que ce dernier rencontre le succès international.

Tout en étant membre de ces différentes formations, il a enregistré en solo en utilisant les pseudonymes Tin Tin et Dr Calculus.
Depuis 2004, il a composé plusieurs chansons avec Robbie Williams.

## Discographie

### The Hawks

#### Albums
- Obviously 5 Believers[2] (2021), Seventeen Records/Easy Action

#### Singles
- "Words of Hope"/"Sense of Ending" 7" (1981), Five Believers

### Tin Tin
- "Kiss Me (US Remix)" (October 1982[3]), WEA
- "Hold It" (July 1983[4]), WEA - UK No. 55

### Stephen "Tin Tin" Duffy

#### Albums
- The Ups and Downs (1985), 10 Records - UK No. 35, CAN No. 83[5]
- Because We Love You (1986), 10 Records
- They Called Him Tin Tin (1998), Virgin-VIP

#### Singles
- "Kiss Me" (1982), WEA Records[6]
- "She Makes Me Quiver" (1984[7]), 10 Records - UK No. 88
- "Kiss Me" (1985[8]), 10 Records - UK No. 4, AUS No. 16,[9] CAN No. 89[10]
- "Icing on the Cake" (1985[11]), 10 Records - UK No. 14, AUS No. 46[9]
- "Unkiss That Kiss" (1985[12]), 10 Records - UK No. 77
- "I Love You" (1986[13]), 10 Records - UK No. 86
- "Something Special" (1986[14]), 10 Records (Stephen Duffy & Sandii)
- "I Love You" / "Wednesday Jones" (1986[15]), 10 Records (double-7")
- "Kiss Me" (1989) (re-issue on Old Gold)

### Albums
- Designer Beatnik (1986), 10 Records

### Singles
- "Programme" 7" (1985[16]), 10
- "Perfume from Spain" (1986[17]), 10

### The Lilac Time
- The Lilac Time

### Stephen Duffy

#### Albums
- Music in Colors (1993), Parlophone (en collaboration avec Nigel Kennedy

#### Singles
- "Natalie" (1993[18]), Parlophone

### Duffy

#### Albums
- Duffy (1995), Indolent - UK No. 121[19]
- I Love My Friends (1998), Cooking Vinyl - UK No. 155[19]

#### Singles
- "London Girls" (1995[20]), Indolent - UK #180[19]
- "Sugar High" (1995[21]), Indolent - UK #83[19]
- "Starfit" (1996), Summershine
- "Needle Mythology" (1996[22]), Indolent - UK #131[19]
- "17" (1997), Indolent
- "17" (1998), Cooking Vinyl
- "You Are" (1998), Cooking Vinyl

### Me Me Me
- "Hanging Around" (1996[23]), Indolent - UK No. 19

### The Devils
- Dark Circles (2002), Tape Modern